# Nederland op het Eurovisiesongfestival 1966
Nederland deed mee aan het Eurovisiesongfestival 1966, dat werd gehouden in Luxemburg, Luxemburg.

## Nationaal Songfestival 1966

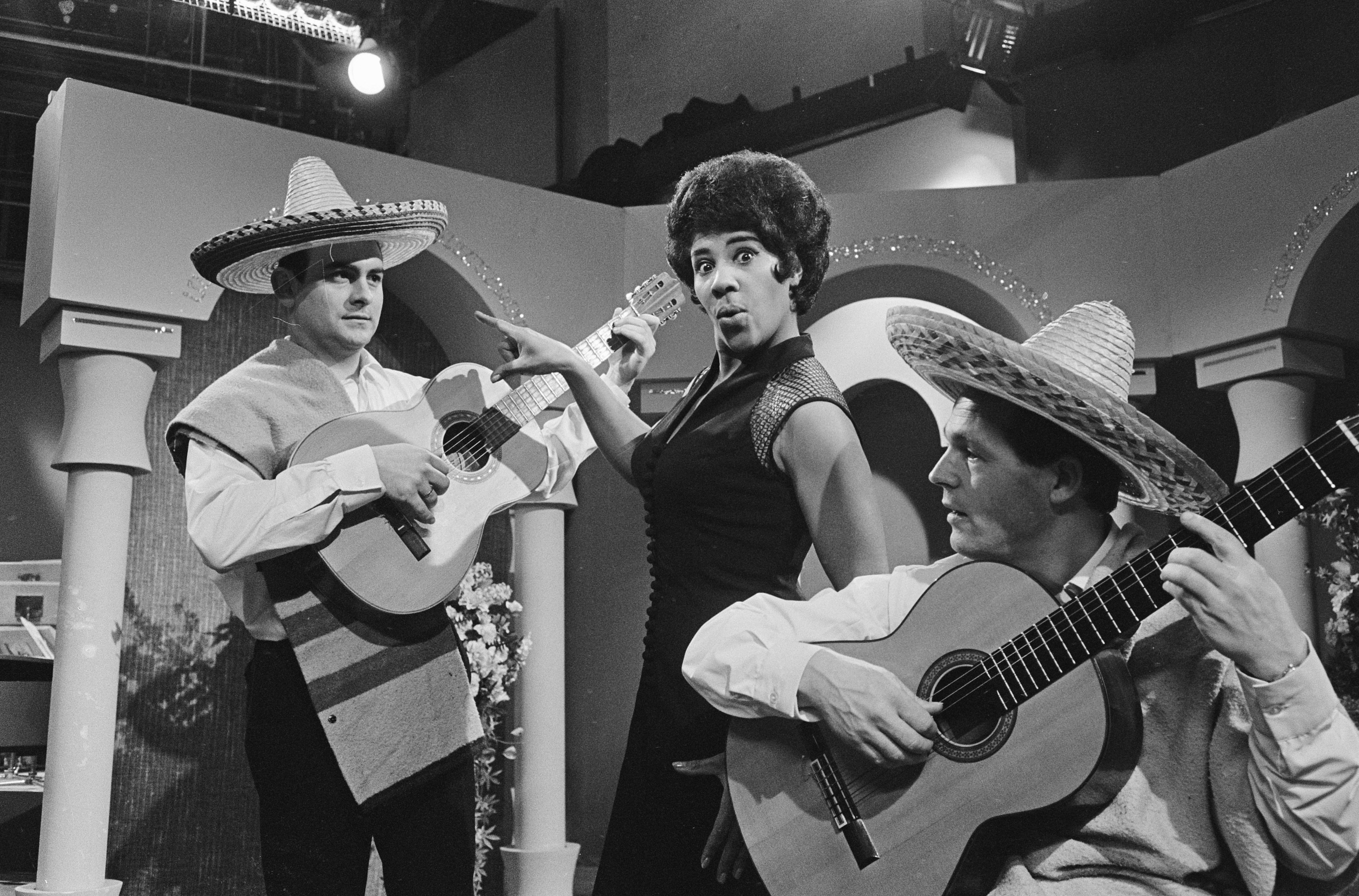
Milly Scott met haar Fernando en Filippo

De Nederlandse inzending werd gekozen via het Nationaal Songfestival, dat werd uitgezonden door de NTS van uit het Tivoli, te Utrecht. Het deelnemersveld bestond uit Milly Scott, Helen Shepherd, Bob Bouber, The Luckberries en Piet Sybrandi. De jury's kozen voor Fernando en Filippo gecomponeerd door Cees Bruyn en tekst door Gerrit den Braber. Het lied won met grote voorsprong de nationale finale met 52 punten.

## In Luxemburg
Op 5 maart vond in het Grand Auditorium de RTL in Villa Louvigny in de stad Luxemburg de finale plaats van de elfde editie van het Eurovisiesongfestival. In totaal betraden 18 deelnemende acts het podium. Milly Scott was de eerste zwarte zangeres die deelnam aan het Eurovisiesongfestival. Scott mocht als als zestiende op. Ze werd begeleid door een orkest onder leiding van dirigent Dolf van der Linden. Teddy Scholten verzorgde voor de tv-uitzending van de Internationale finale het Nederlands commentaar. Herman Brouwer was aanwezig als secretaris en woordvoerder voor de Nederlandse jury.
De Internationale jury bestond uit in totaal 180 mensen, 10 uit elk deelnemend land. Nederland ontving 2 punten, een punt uit Ierland en een punt uit het Verenigd Koninkrijk. Het lied eindigde hiermee op een elfde plaats. Winnaar werd de Oostenrijker Udo Jürgens met het lied "Merci, Chérie" geschreven door Jürgens en Thomas Hörbiger. Het lied behaalde 31 punten. Dit was de eerste overwinning voor Oostenrijk.

## Foto's

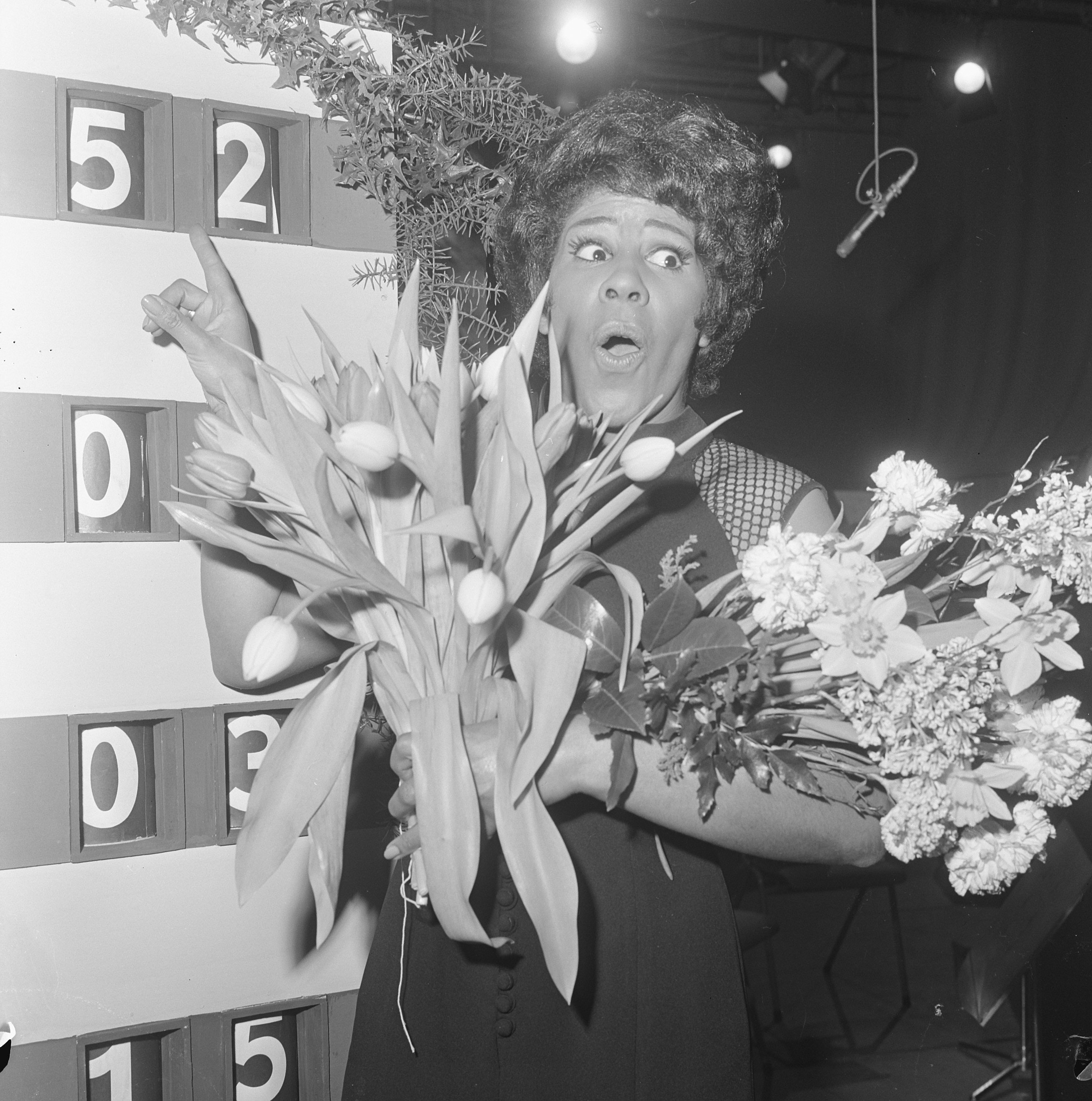
Scott bij het scorebord na haar overwinning van het nationaal songfestival.
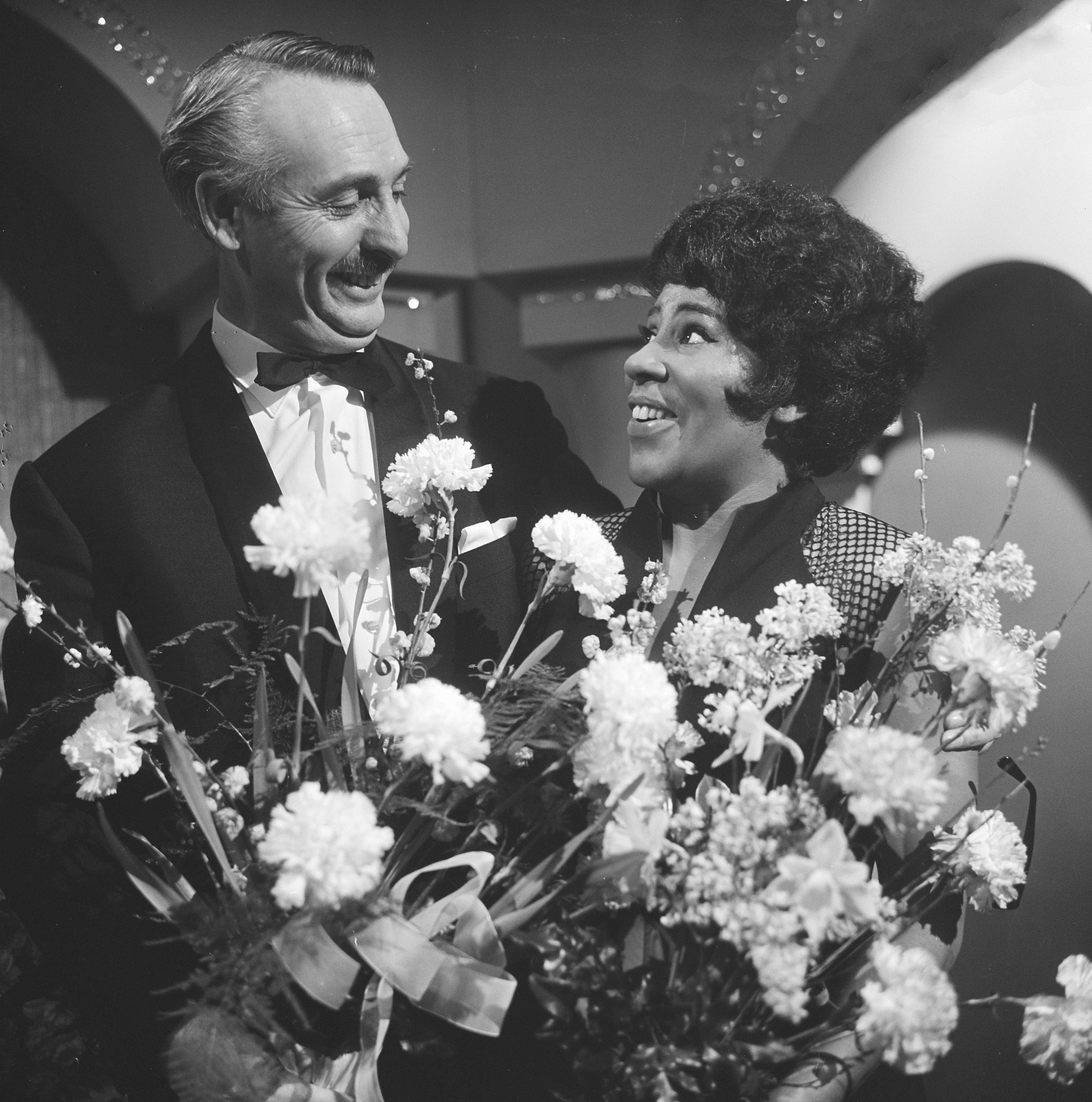
Scott met dirigent Dolf van der Linden.